# Les Troubadours
Pour les articles homonymes, voir Troubadour (homonymie).
Les Troubadours sont un groupe folk français créé en 1965, créé à l'initiative de Franca di Rienzo et de son époux Christian Chevallier dans le sillage du succès des groupes de Musique Folk britannique, irlandaise et américaine de cette décennie. Le groupe a atteint une grande notoriété, mais l'évolution des modes ne lui a pas permis d'atteindre une situation de vedettariat susceptible d'en faire l'unique activité musicale de ses membres qui ont cessé, au cours des années 1980, de se produire sous ce nom de scène.

## Carrière
Le groupe a été créé à l'initiative de Franca di Rienzo, avec l'appui de son époux Christian Chevallier, qui avait entrepris une carrière de chanteuse soliste, mais qui souffrait de trac, plus habituée à l'ambiance des boîtes de jazz qu'à être seule sur scène et qui pensait que travailler au sein d'un groupe résoudrait son problème. Le nom du groupe avait été choisi par Lucien Morisse, qui était alors responsable de la programmation musicale d'Europe 1 et qui dirigeait Disc’AZ.
Le groupe est composé à l'origine de Franca di Rienzo, de Jean-Claude Briodin, de Pierre Urban et de Bob Smart. Mais ce dernier est plus passionné de musique vocale que par les instruments, et estime qu'il ne maîtrise pas suffisamment la technique de la guitare pour pouvoir en jouer confortablement sur scène. La rencontre du groupe, en 1966, avec Don Burke qui possède un bagage en matière de musique Folk, lui permet de quitter le groupe. 
En 1966, les Troubadours interprètent, pour la bande originale du film Qui êtes-vous, Polly Maggoo ?, « la Ballade de Polly Maggoo », composée par William Klein et Michel Legrand.
En 1967, Les troubadours participent , avec Johnny Hallyday, Sylvie Vartan, Hubert Wayaffe, Carlos, Arlene Dahl, Daniel Ceccaldi, Bruno Coquatrix, Danyel Gérard, Patrick Topaloff, Paco Rabanne et Paul-Loup Sulitzer, au film musical Les Poneyttes, mis en scène par Joël Le Moigné,. En 1969, Pierre Urban, de plus en plus occupé par ses activités de formation à la guitare, quitte le groupe qui se réduit alors à un trio.
En 1970, ils se présentent sous le nom Franca & Les Troubadours aux sélections nationales françaises pour le concours Eurovision de la chanson avec la chanson De l'autre côté des collines, mais ne sont pas retenus.
En 1972, les Troubadours participent avec Francis Lemarque à la première partie, intitulée Les gens de la ville, des récitals que donne Jean Ferrat au Palais des Sports de Paris pour fêter ses adieux à la scène, et qui constituent un évènement médiatique majeur de cette année.
En 18 novembre 1973, ils se produisent, en concurrence notamment avec Demis Roussos, au World Popular Song Festival à Tokyo où ils interprètent la chanson « Je te verrai passer, je te reconnaitrai » et obtiennent un Outstanding Song Award.
En 1974, les Troubadours interprètent la bande d'annonce du feuilleton Les Faucheurs de marguerites.
En 1976, ils se représentent aux sélections nationales françaises pour le concours Eurovision de la chanson avec la chanson Trois petits soldats, à nouveau sans succès.
En 1977, la direction de leur nouvelle maison de disque trouve que le nom de scène « Les Troubadours » est démodé et les renomme Don, Dan et Franca (avec Dan pour Jean-Claude Briodin) pour souligner la similarité avec le trio folk américain Peter, Paul and Mary. Leur maison de disque suivante transforme ce nom en JC, Don et Franca Troubadours.
En 1978, Franca di Rienzo et Don Burke enregistrent à deux un album en anglais Top of the 12 constitué essentiellement de reprises de Donovan et de Roger Miller.
Les Troubadours ont également accompagné (guitare et chœurs) les chanteurs Graeme Allwright, Georges Moustaki, Gilbert Laffaille et Jacques Yvart.  Franca di Rienzo est parfois créditée comme Franca Chevallier qui est son nom légal.

## Vidéos
Institut National de l'Audiovisuel - Archives ORTF
- Ina Chansons, « Les Troubadours "N'y pense plus tout est bien" - live officiel, 1er juin 1967 », sur YouTube, 9 juillet 2012
- Ina Chansons, « Les Troubadours "Le vent et la jeunesse", 18 janvier 1968 », sur YouTube, 9 juillet 2012.

Nous Voulions
- Nous Voulions, « Les troubadours - Ballade de Polly Maggoo - en public 1967 », sur YouTube, 19 mars 2017.
- Nous Voulions, « Les troubadours - Le jour de clarté (Graeme Allwright, Noel Paul Stookey, Peter Yarrow) - en public 1967 », sur YouTube, 19 mars 2017.
- Nous Voulions, « Les troubadours - Le vent et la jeunesse (Christian Chevallier, Frank Thomas, Jean-Michel Rivat) - en public 1967 », sur YouTube, 19 mars 2017.
- Nous Voulions, « Les troubadours - N’y pense plus, tout est bien (Pierre Delanoë, Pierre Dorsey, Bob Dylan) - en public 1967 », sur YouTube, 19 mars 2017[note 3].
- Nous Voulions, « Les troubadours - Der hans im schnokeloch (chanson traditionnelle Alsacienne) - en public 1967 », sur YouTube, 19 mars 2017.
- Nous Voulions, « Les troubadours - Socatana (Chanson folkloriquee brésilienne) - en public 1967 », sur YouTube, 19 mars 2017.

## Reconnaissances professionnelles
| Festival de la Rose d'Or d'Antibes | Catégorie                       | Œuvre                  | Artistes        | Résultat |
| 1967                               | Grand Prix de la Rose de France | Le vent et la jeunesse | Les Troubadours | Lauréat  |
| 1967                               | Prix de la Critique             | Le vent et la jeunesse | Les Troubadours | Lauréat  |

## Sources
- Raoul Bellaïche, « Les Troubadours : entretien avec Franca di Rienzo » [html], Je chante magazine N°4, Chelles, Je Chante Magazine, 14 octobre 2008.
- Rémi Carémel, « Bob Smart : Un Américain à Paris : Entretien réalisé le 30/10/2015 » [html], Blog Dans l'ombre des studios, Rémi Carémel, 10 janvier 2017.
- Rémi Carémel, « Jean-Claude Briodin : Entretien avec un Troubadour » [html], Blog Dans l'ombre des studios, Rémi Carémel, 7 mars 2020.
- « La Rose d'Or - Une fabuleuse histoire », sur Festival Rose d'Or, html (consulté le 20 septembre 2022).
- Pierre Léonforte (Concierge Masqué), « Cinéma : Faut-il voir « les Poneyttes », le film oublié de Johnny Hallyday ? : Tourné en 1967, projeté une seule fois à l'Olympia et tombé aux oubliettes aussi sec, ce film est crédité au rayon « apparitions » dans la filmo de Johnny. » [html], sur Vanity Fair, Vanity Fair, Paris, Les Publications Condé Nast., 7 décembre 2017.
- Rémi Carémel, « Jean-Claude Briodin : Entretien avec un Troubadour » [html], Blog Dans l'ombre des studios, Rémi Carémel, 23 mars 2019.
- (en) « Les Troubadours Setlist at Nippon Budokan, Tokyo, Japan : Je te verrai passer, je(with Yamaha Pops Orchestra) te reconnaîtrai » [html], sur setlist.fm, 5 mai 2020.
- Pierre Pernez, Jean Ferrat : Nul ne guérit de son enfance, Paris, Flammarion, coll. « Pygmalion », 2020, 223 p. (ISBN 978-2-756-41703-5, 978-2-756-41704-2 et 978-2-756-41702-8, lire en ligne).
- Daniel Pantchenko, Jean Ferrat, Paris, Fayard, 29 septembre 2010, 500 p. (ISBN 978-2-213-66374-6, lire en ligne)